# Sicofanta
Sicofanta (do grego sukophantēs 'informante', de sukon 'figo' + phainein 'mostrar';) era um termo usado no sistema legal da Atenas clássica, mas que atualmente designa uma pessoa que acusa ou denuncia outra.
Segundo Andócides de Atenas, em sua obra Sobre os mistérios, o sicofanta exercia profissão vergonhosa. Era um delator que circulava pela cidade buscando informações sobre as pessoas a fim de difamá-las. Com a ajuda de testemunhas, apresentava uma denúncia perante o tribunal esperando receber algum suborno do acusado para retirar a queixa.

## Sicofantas na cultura ateniense

### Medidas para suprimir sicofantas
Foram feitos esforços para desencorajar ou suprimir sicofantas, incluindo multas a litigantes que não conseguissem obter pelo menos um quinto dos votos do júri, ou para aqueles que abandonassem o caso após o início deste — prática comum entre sicofantas ao serem subornados. Além disso, homens eram julgados por serem sicofantas. Prazos de prescrição foram especificamente adotados para tentar impedir a prática dos sicofantas.

### Sátiras
Sicofantas são mais bem ilustrados por meio das sátiras de Aristófanes. Em Os acarnânios, um cidadão de Mégara, tentando vender suas filhas, é confrontado por um sicofanta que o acusa de tentar ilegalmente vender mercadorias estrangeiras. Em outra sátira, um cidadão da Beócia compra um sicofanta como um produto típico ateniense que ele não pode obter em casa. Um sicofanta aparece como personagem em Os pássaros. Uma de suas peças tinha, como tema principal, um ataque contra um sicofanta. Em Pluto, o personagem, hipócrita, defende o seu papel como uma necessidade no apoio às leis e prevenir irregularidades.